# Dólar de las Islas Salomón
El dólar de las Islas Salomón (código monetario: SBD) es la moneda de las Islas Salomón desde 1977. Se abrevia normalmente con el signo del dólar ($), o alternativamente SI$ para distinguirlo de las otras monedas llamadas de la misma forma. Se divide en 100 centavos (cents).

## Historia
El dólar de las Islas Salomón fue introducido en 1977 para reemplazar al dólar australiano, que a su vez, había reemplazado en 1966 a la libra salomonense. Durante los 30 años de existencia del dólar, y, especialmente, durante la guerra civil que duró desde el 2000 hasta el 2003, se ha ido devaluando, y actualmente un dólar de las Islas Salomón equivale a 20 centavos australianos.

## Monedas
Las monedas en circulación son:
- 5 centavos (no se emite desde 2012)
- 10 centavos
- 20 centavos
- 50 centavos
- 1 dólar
- 2 dólares

Las Islas Salomón es miembro de la Commonwealthen forma de monarquía constitucional, por ende, continúa teniendo al Monarca Británico en sus monedas.
Desde el año 2012 se emite una nueva familia de monedas, más pequeñas, eliminando la de 5 centavos y añadiendo una nueva de 2 dólares.

## Billetes
- 2 dólares
- 5 dólares
- 10 dólares
- 20 dólares
- 50 dólares
- 100 dólares